# Hwasong-15
O Hwasong-15 (hangul: 《화성-15》형; hanja: 火星 15型; lit. Marte Type 15) é um míssil balístico intercontinental (ICBM) desenvolvido pela Coreia do Norte. Teve seu voo inaugural em 28 de novembro de 2017 e desde então é utilizado pela propaganda estatal norte-coreana como um avanço tecnológico para o país. É o primeiro míssil balístico desenvolvido pela Coreia do Norte que teoricamente seria capaz de atingir todo o território continental dos Estados Unidos.
Os analistas observaram que o veículo de reentrada tem um nariz mais rombudo do que os projetos anteriores, o que pode acomodar uma ogiva de diâmetro maior e reduz o estresse de reentrada e o aquecimento ao custo da precisão. Alguns analistas acham que pode transportar cargas adicionais, como chamarizes ou até mesmo múltiplas ogivas.

## Outros mísseis norte-coreanos
- Hwasong-12
- Hwasong-13 / Nodong-C
- Hwasong-18
- Hwasong-19